# Eupithecia cotidiana
Eupithecia cotidiana es una especie de polilla de la familia Geometridae. La especie fue descrita por primera vez por András Mátyás Vojnits habiendo sido descrita en 1979, con distribución en China. El holotipo de la especie fue descrita en la Cordillera Qin, en el sector Tapaishan, al sur de Shaanxi, a 300 metros (984,3 pies) de altitud.